# NGC 1476
NGC 1476 is een spiraalvormig sterrenstelsel in het sterrenbeeld Slingeruurwerk. Het hemelobject werd op 14 december 1835 ontdekt door de Britse astronoom John Herschel.

## Synoniemen
- PGC 14001
- ESO 249-24
- MCG -7-9-1
- AM 0350-444
- IRAS 03504-4440